# Валезина ди Сопра (Белуно)
Валезина ди Сопра је насеље у Италији у округу Белуно, региону Венето.
Према процени из 2011. у насељу је живело 24 становника. Насеље се налази на надморској висини од 772 м.